# Maciejki
Maciejki (deutsch Blumenthal) ist ein kleiner Ort in der polnischen Woiwodschaft Ermland-Masuren und gehört zur Gmina Barciany (Landgemeinde Barten) im Powiat Kętrzyński (Kreis Rastenburg).

## Geographische Lage
Maciejki liegt in der nördlichen Mitte der Woiwodschaft Ermland-Masuren und nur zwei Kilometer südlich der Staatsgrenze zur russischen Oblast Kaliningrad (Königsberger Gebiet). Bis zur früheren Kreisstadt Gerdauen (heute russisch Schelesnodoroschny) sind es sechs Kilometer in nordöstlicher Richtung, bis zur heutigen Kreismetropole Kętrzyn (deutsch Rastenburg) 26 Kilometer in südöstlicher Richtung.

## Geschichte
Blumenthal entstand etwa 1800 und war ein Vorwerk von Momehnen (polnisch Momajny). Ab dem Jahre 1883 wurde der Ort als Gutsbezirk im Amtsbezirk Kanothen (polnisch Kanoty, der Ort existiert nicht mehr) genannt, der zum Kreis Gerdauen im Regierungsbezirk Königsberg innerhalb der preußischen Provinz Ostpreußen gehörte. 41 Einwohner waren in Blumenthal am 1. Dezember 1910 registriert.
Am 30. September 1928 wurde der Gutsbezirk Blumenthal in die Landgemeinde Momehnen (Momajny) innerhalb des gleichnamigen Amtsbezirks umgegliedert.
Als 1945 in Kriegsfolge das gesamte südliche Ostpreußen an Polen überstellt wurde, war auch Blumenthal davon betroffen. Der Gutsort erhielt die polnische Namensform „Maciejki“ und ist heute eine Siedlung (polnisch Osada) im Verbund der Landgemeinde Barciany (Barten) im Powiat Kętrzyński (Kreis Rastenburg), bis 1998 der Woiwodschaft Olsztyn, seither der Woiwodschaft Ermland-Masuren zugehörig.

## Gut Blumenthal

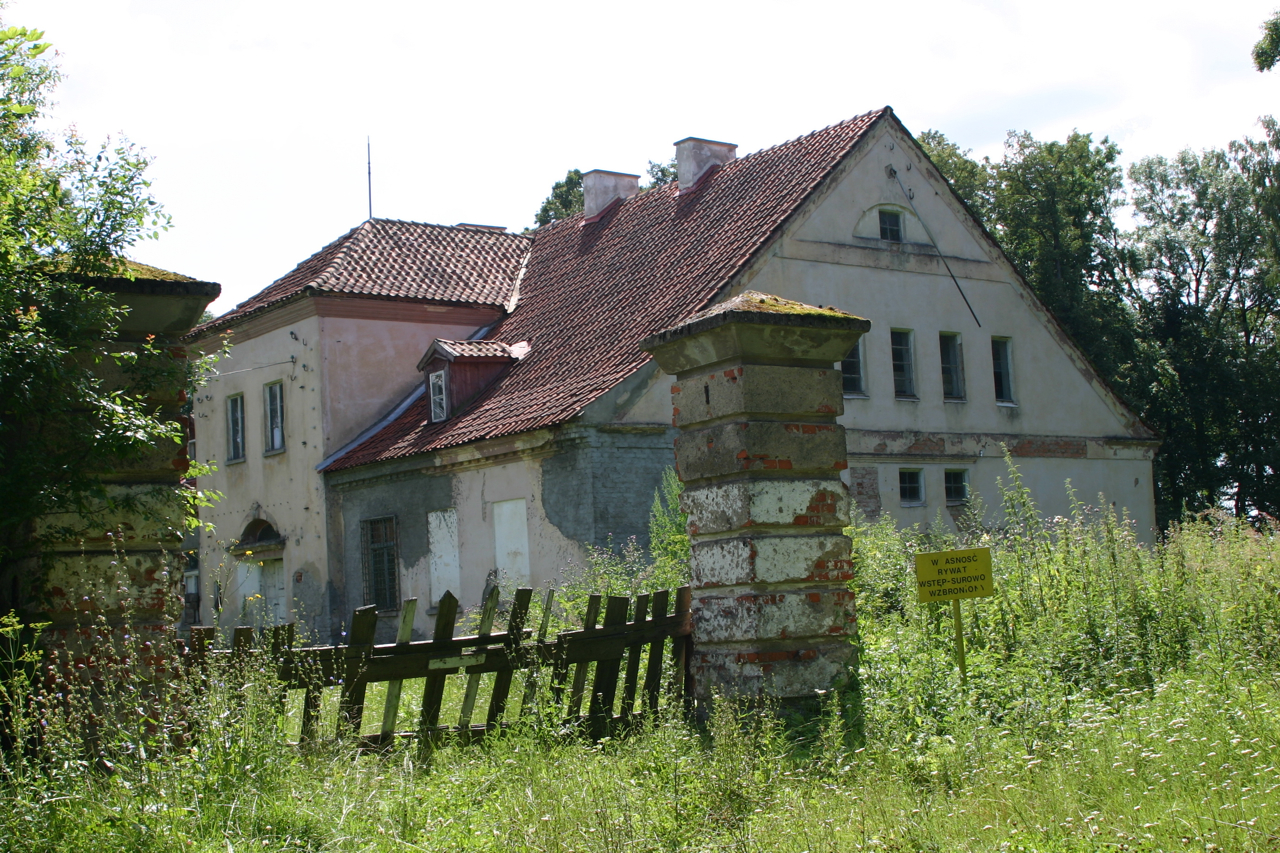
Das einstige Gutshaus Blumenthal in Maciejki (2009, inzwischen wieder aufgebaut)

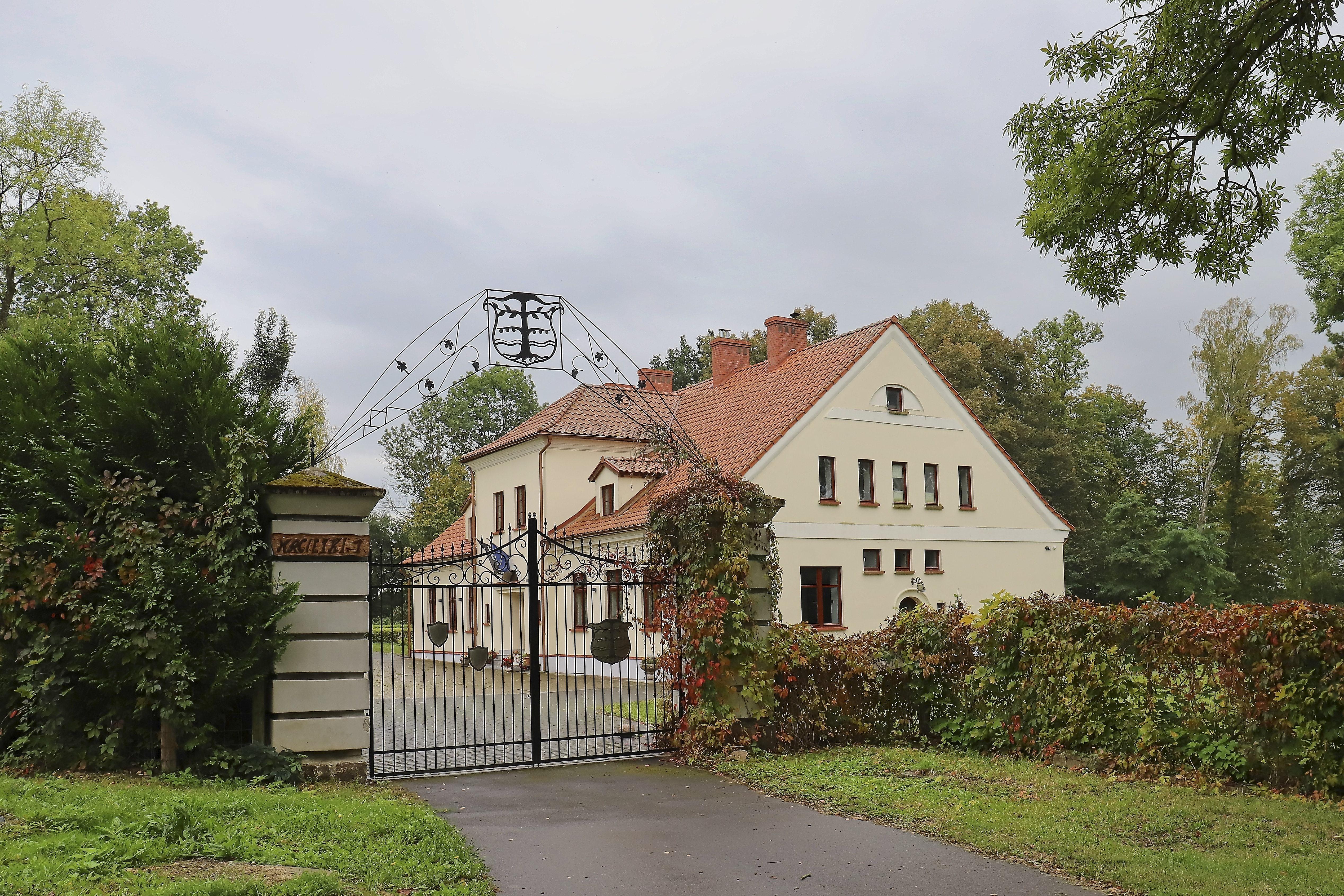
Das Gutshaus 2024

Gut Blumenthal war ursprünglich im Besitz der Familie Schlieben und wurde nach deren Konkurs veräußert. Zwischen 1828 und 1834 wurde ein Gutsbesitzer Schnell genannt, der hier auch wohnte. 1839 wurde der Besitz ein selbständiges Rittergut. 1864 kam es an die Familie Klugkist, bis es 1907 verkauft werden musste. Es kam an die Familie Riebensahm und während des Ersten Weltkrieges an Julius Grigull.
Anstelle des im Krieg zerstörten Herrensitzes entstand im Jahre 1920 ein neues Gutshaus in schlichter Bauweise. Am 19. Januar 1945 verließ der Treck des Gutes Blumenthal, wurde jedoch bei Zinten (russisch Kornewo) von der Roten Armee überrollt. Konnten die Gutsbesitzer gerade eben noch entkommen, haben viele Geflüchtete nicht überlebt.
Das alte Gutshaus steht heute noch und wurde wieder aufgebaut. Angeblich hat ein Warschauer Bürger das Gutshaus mitsamt Park und Schmiede gekauft.

## Kirche
Blumenthal war bis 1945 in die evangelische Kirche Momehnen in der Kirchenprovinz Ostpreußen der Kirche der Altpreußischen Union sowie in die römisch-katholische Kirche St. Bruno in Insterburg (heute russisch Tschernjachowsk) im damaligen Bistum Ermland eingepfarrt.
Heute gehört Maciejki katholischerseits zur Pfarrei Momajny im jetzigen Erzbistum Ermland, außerdem zur evangelischen Kirchengemeinde Barciany, einer Filialgemeinde der Johanneskirche in Kętrzyn in der Diözese Masuren der Evangelisch-Augsburgischen Kirche in Polen.

## Verkehr
Maciejki liegt an einer Nebenstraße, die bei Michałkowo (Langmichels) von der Woiwodschaftsstraße 591 (einstige deutsche Reichsstraße 141) abzweigt und über Momajny (Momehnen) nach Skandawa (Skandau) führt. Ein Bahnanschluss besteht nicht.